# Wolfgang Müller (motociclista)
Wolfgang Müller (Stuttgart, 26 de diciembre de 1949) es un expiloto de motociclismo alemán, que compitió en el Campeonato del Mundo de Motociclismo entre 1976 y 1980.

## Biografía
Comenzó su carrera como piloto de carreras de motos en 1968 al participar en la carrera del aeródromo de Mainz-Finthen. En la categoría de 50cc, fue dos veces campeón de Alemania en 1977 y 1980.
En 1974, Muller obtuvo la licencia internacional y en 1976 participó en dos pruebas del Mundial (GP de Alemania donde acabó séptimo y el GP de Italia donde sólo quedó 12.º). Los éxitos en estas carreras permitieron a Wolfgang Müller participar en todas las carreras de la temporada 1977. Además coronó su temporada con su primera victoria en el Campeonato Alemán de Velocidad de 50cc en una dramática batalla por el título entre Hagen Klein e Ingo Emmerich.
Su mejor temporada en el Mundial fue en 1978 donde sumó puntos en todas las carreras y quedó cuarto en la general del Mundial de 50cc por detrás de Eugenio Lazzarini, Ricardo Tormo y el francés Aundry Plisson. En el campeonato alemán fue subcampeón de Alemania detrás de Reiner Scheidhauer de Saarbrücken. No pudo repetir estos buenos resultados en 1979 y solo pudo quedar en la posición 16 de la general.
La temporada de 1980 fue su última temporada. Alternó buenos resultados con fallos mecánicos y caídas, acabando en décimo lugar. En el campeonato alemán, tuvo mejor suerte y se proclamó nuevamente campeón nacional en la categoría de 50cc.
A partir de 1981, se hizo cargo de una pequeña empresa de ilustración en su ciudad natal. En 1989 fue socio de una de las primeras start-ups de la región, que se ocupaba del procesamiento digital de imágenes. Una vez jubilado, volvió a participar en carreras de motociclismo amateurs.

## Resultados

### Campeonato del Mundo de Motociclismo

#### Carreras por año
Sistema de puntuación desde 1969 hasta 1987:
| Posición | 1.º | 2.º | 3.º | 4.º | 5.º | 6.º | 7.º | 8.º | 9.º | 10.º |
| Puntos   | 15  | 12  | 10  | 8   | 6   | 5   | 4   | 3   | 2   | 1    |

(Carreras en Negrita indica pole position, Carreras en cursiva indica vuelta rápida)
| Año  | Clase | Equipo   | 1       | 2      | 3       | 4      | 5      | 6       | 7       | 8     | 9       | 10      | 11    | 12     | 13    | Pts. | Pos. |
| ---- | ----- | -------- | ------- | ------ | ------- | ------ | ------ | ------- | ------- | ----- | ------- | ------- | ----- | ------ | ----- | ---- | ---- |
| 1976 | 50cc  | Kreidler | FRA -   |        | NAT 12  | YUG -  |        | NED -   | BEL -   | SWE - | FIN -   |         | GER 8 | ESP -  |       | 3    | 26.º |
| 1977 | 50cc  | Kreidler |         |        | GER Ret | NAT -  | ESP -  |         | YUG Ret | NED 7 | BEL Ret | SWE Ret |       |        |       | 4    | 20.º |
| 1978 | 50cc  | Kreidler |         | ESP 4  |         |        | NAT 7  | NED 5   | BEL 12  |       |         |         | GER 6 | CZE 10 | YUG 7 | 28   | 4.º  |
| 1979 | 50cc  | Kreidler |         |        | GER -   | NAT 11 | ESP 10 | YUG Ret | NED 5   | BEL - |         |         |       |        | FRA 9 | 9    | 16.º |
| 1980 | 50cc  | Bultaco  | NAT Ret | ESP 10 |         | YUG 9  | NED 9  | BEL 6   |         |       |         | GER 6   |       |        |       | 15   | 10.º |